# Senotainia turkmenica
Senotainia turkmenica är en tvåvingeart som beskrevs av Yu. G. Verves 1979. Senotainia turkmenica ingår i släktet Senotainia och familjen köttflugor.
Artens utbredningsområde är Turkmenistan. Inga underarter finns listade i Catalogue of Life.